# Gimbsheim

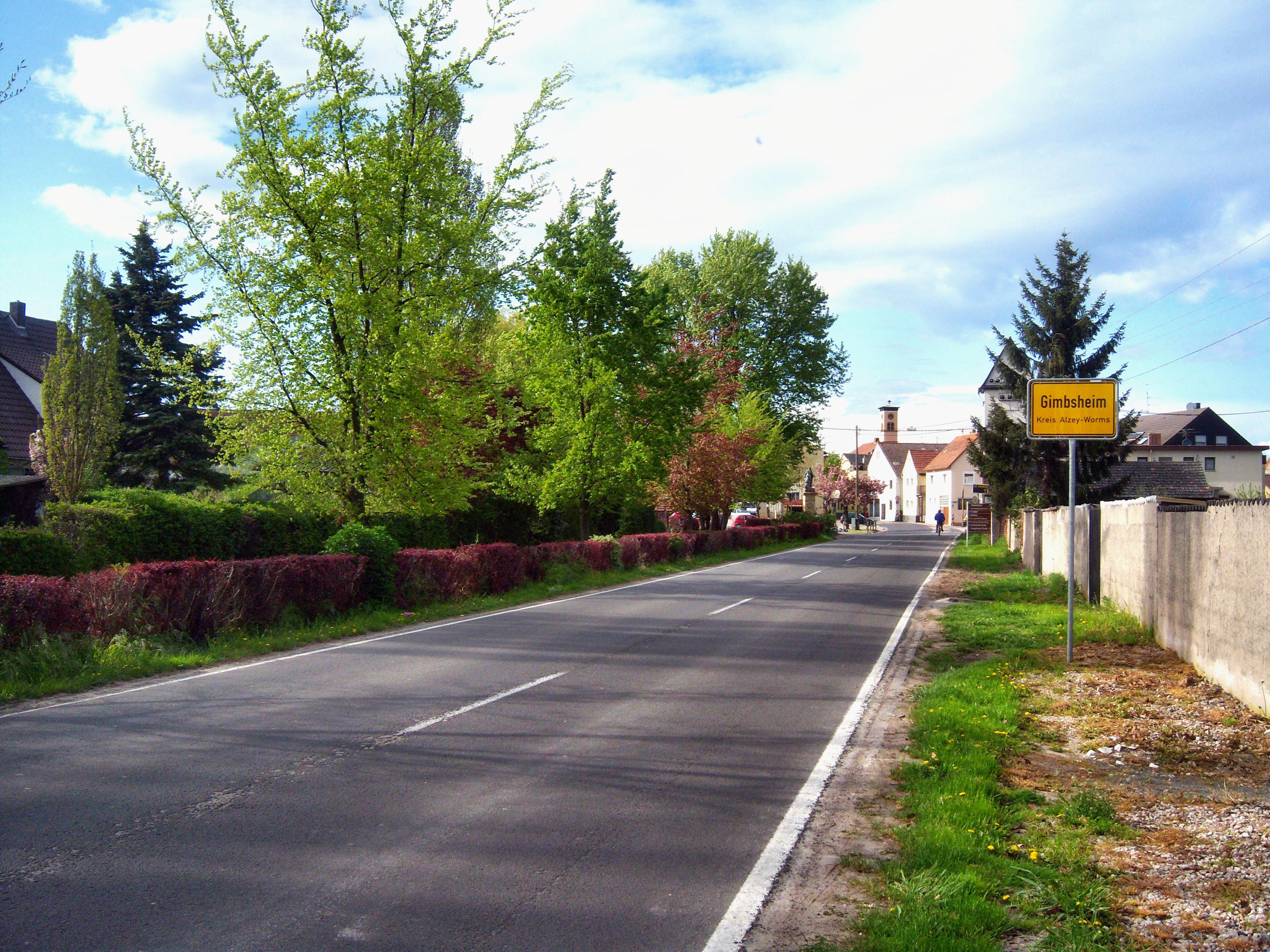
Ortseinfahrt von Gimbsheim, von Eich kommend

Gimbsheim ist eine Ortsgemeinde im Landkreis Alzey-Worms in Rheinland-Pfalz. Sie gehört der Verbandsgemeinde Eich an.

## Geographie

### Geographische Lage
Die Gemeinde liegt in Rheinhessen ca. 15 Kilometer nördlich von Worms. Mainz liegt ca. 25 Kilometer nördlich von Gimbsheim.

### Nachbargemeinden
Gimbsheim grenzt im Norden an die Gemeinde Guntersblum, im Westen an die Gemeinde Alsheim und im Süden an die Gemeinde Eich. Im Osten wird die Gemeinde Gimbsheim durch den Rhein begrenzt.

## Geschichte
Gimbsheim wurde vermutlich um das Jahr 500 während der Frankenbesiedelung unter Chlodwig I. von einem Franken namens Gimmund gegründet. Da sich im Laufe der Jahrhunderte die Bezeichnung eines Ortes in den historischen Quellen ändert, entstand aus dem anfänglichen Namen Gimmundheim (Heim des Gimmund) die heutige Bezeichnung Gimbsheim.
Die erste Erwähnung der Ortschaft findet sich wie bei vielen Dörfern der Region im Lorscher Codex. Zu diesem gehört eine auf den 13. Mai 766 datierte Urkunde, in der zwei Einwohner von Gimmenheim, wie es damals genannt wurde, dem Kloster Lorsch Ackerland und Weinberge für ihr Seelenheil schenken. Eine weitere Schenkung eines Dorfbewohners erfolgte 813 an das Kloster Fulda. Konkretere Informationen über die Entwicklung Gimbsheims gibt es erst für 1194; aus diesem Jahr findet sich ein erster urkundlicher Nachweis einer Kirche im Ort. Bereits wenige Jahre darauf, im Jahr 1208, taucht auch ein Gimbsheimer Pfarrer namens Heinrich in den Quellen auf, wo er als Mitglied des Wormser Domkapitels erwähnt wird.
1402 erfolgte die erste heute belegbare Nennung des Gimbsheimer Gerichtssiegels, das „Mauricius Siegel“. 1499 brannte der Ort vollständig ab, 1662 gelangte er an die Kurpfalz. Vier Jahre darauf suchte eine Pestepidemie die Bevölkerung heim. Am 17. Oktober 1704 kam es zu einem weiteren Großbrand, der eine große Anzahl an Gehöften zerstörte.
Im Zuge der Französischen Revolution gelangte das Dorf 1798 durch die Koalitionskriege an Frankreich, dem es bis zum Ende der napoleonischen Epoche 1814 als Teil des Département du Mont-Tonnerre (Département Donnersberg) angehörte. Damit einher ging auch eine Säkularisierung: Die wichtigen Eintragungen zur Ortsgeschichte wurden seitdem nicht mehr im Kirchenbuch getätigt, sondern im Rathaus vermerkt. Für 1800 ist zum ersten Mal ein Arzt in Gimbsheim erwähnt.
Nach dem Wiener Kongress kam die Region mit Gimbsheim 1816 an das Großherzogtum Hessen (Hessen-Darmstadt) und zur neugebildeten Provinz Rheinhessen.
1830 erfolgte der Rheindurchstich im Zuge der Begradigung dieses Flusses. Die Gebiete des Gimbsheimer Altrheins, die abgesehen von kleineren Wasserflächen trockenliegen, wurden 1977 unter Naturschutz gestellt.
- 1945/46 mit der Grenzziehung zwischen der Französischen und Amerikanischen Besatzungszone durch den Rhein, später zwischen Rheinland-Pfalz und Hessen. Das führte zu einem Landverlust auf dem Kühkopf von 1400 Hektar für Guntersblum und 53 Hektar für Gimbsheim. Beide Gemeinden haben heute dort nur noch einen geringen Teil der ehemaligen Fläche: 53 Hektar Guntersblum und 17 Hektar Gimbsheim.[2]

1974 wurde in Gimbsheim ein Freibad eröffnet. 1997 wurde im Ort die TV-Serie „Himmelsheim“ für das SWR Fernsehen gedreht; im gleichen Jahr wurde als Zentrum für Sport und Kultur die Niederrheinhalle errichtet. 2000 gestaltete man schließlich den „Pfarrwiesensee“ von einem Kiesweiher zu einem Badesee um.

### Jüdische Gemeinde
In Gimbsheim bestand von der zweiten Hälfte des 19. Jahrhunderts bis nach 1933 eine kleine jüdische Gemeinde. Die höchste Zahl jüdischer Einwohner wurde um 1900/1905 mit 72 Personen erreicht (3 % der Einwohnerschaft). Eine Synagoge wurde am 27. August 1892 eingeweiht. Nach 1933 ist sie verkauft und zu einem noch bestehenden Wohnhaus umgebaut worden. Mindestens acht der in Gimbsheim lebenden jüdischen Personen kamen nach den Deportationen in der Zeit des Nationalsozialismus ums Leben (→ Holocaust).

### Konfessionsstatistik

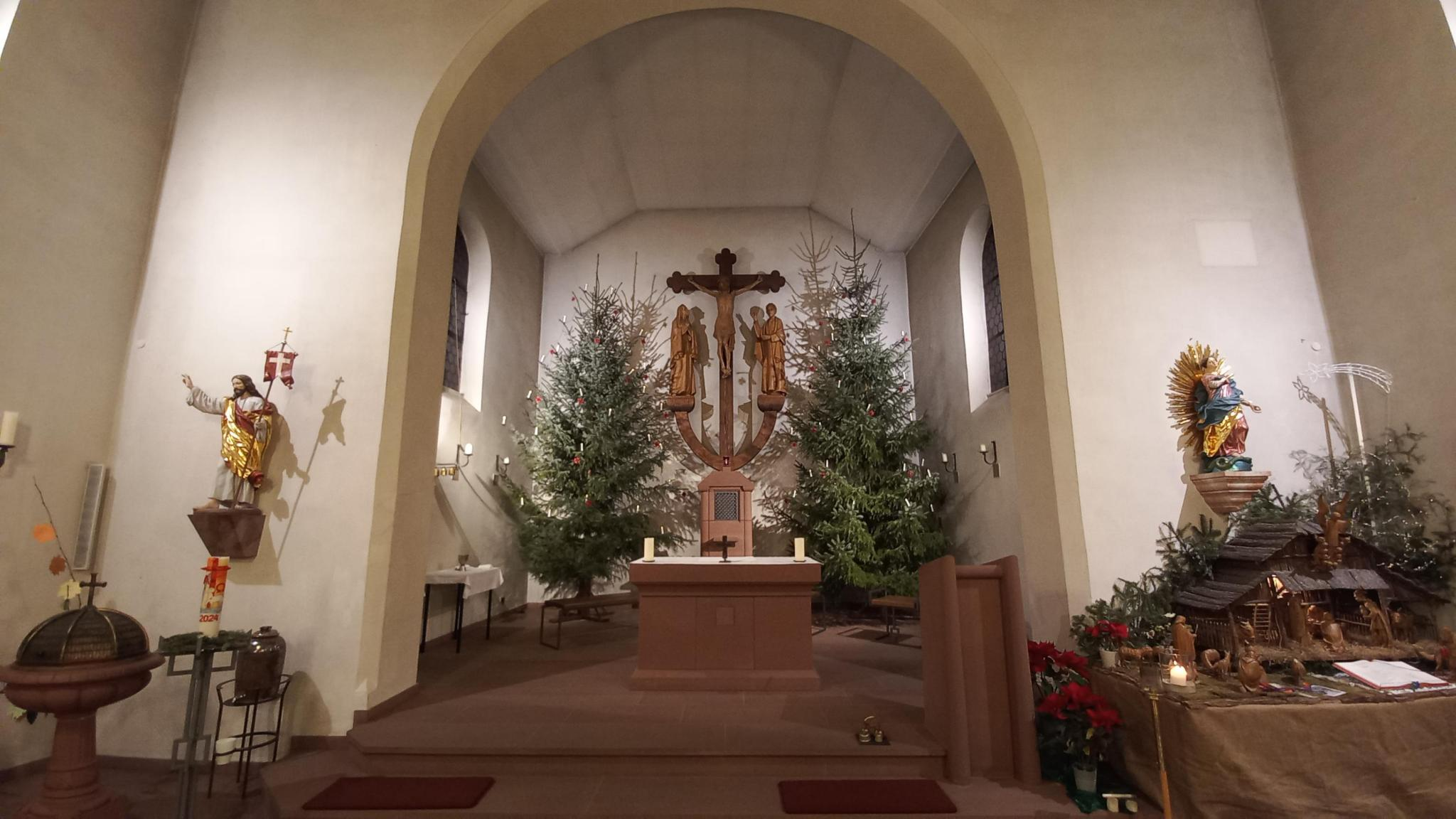
Der Innenraum der römisch-katholischen Kirche St. Mauritius

Mit Stand 30. Juni 2005 waren von den Einwohnern 27,2 % römisch-katholisch, 55,4 % evangelisch und 17,4 % waren konfessionslos oder gehörten einer anderen Glaubensgemeinschaft an. Der Anteil der Protestanten und Katholiken an der Gesamtbevölkerung ist seitdem jährlich um 1 Prozent  gesunken.  Ende Oktober 2024 waren von den Einwohnern 37,8 % evangelisch, 21,5 % katholisch und 40,7 % waren konfessionslos oder gehörten einer anderen Glaubensgemeinschaft an.

## Politik

### Gemeinderat
Der Gemeinderat in Gimbsheim besteht aus 20 Ratsmitgliedern, die bei der Kommunalwahl am 9. Juni 2024 in einer personalisierten Verhältniswahl gewählt wurden, und dem ehrenamtlichen Ortsbürgermeister als Vorsitzendem.
Die Sitzverteilung im Gemeinderat:
| Wahl | SPD | CDU | FWG | OLfG | Gesamt   |
| ---- | --- | --- | --- | ---- | -------- |
| 2024 | 3   | 3   | 12  | 2    | 20 Sitze |
| 2019 | 4   | 3   | 11  | 2    | 20 Sitze |
| 2014 | 9   | 2   | 5   | 4    | 20 Sitze |
| 2009 | 9   | 2   | 6   | 3    | 20 Sitze |
| 2004 | 8   | 2   | 7   | 3    | 20 Sitze |

- FWG = Freie Wählergemeinschaft Gimbsheim e. V.
- OLfG = Offene Liste für Gimbsheim e. V.

### Ortsbürgermeister
Bei der Direktwahl am 26. Mai 2019 wurde Matthias Klös mit einem Stimmenanteil von 73,62 % gewählt und ist damit Nachfolger von Amanda Wucher, die nicht mehr kandidiert hatte. Bei der Direktwahl am 9. Juni 2024 wurde er als einziger Bewerber mit einem Stimmenanteil von 80,4 % für weitere fünf Jahre in seinem Amt bestätigt.
Ortsbürgermeister seit 1999:
- Günther Debusi – SPD (bis 1999)
- Jakob Scheller – FWG (1999–2009)
- Peter Kölsch – SPD (2009–2012)
- Amanda Wucher – SPD (2012–2019)
- Matthias Klös – FWG (seit 2019)

### Gemeindepartnerschaften
Eine Partnerschaft besteht mit der Gemeinde Talant in Frankreich.

### Wappen
| Wappen von Gimbsheim | Blasonierung: „Unter schwarzem, von goldenen Ähren, Weintrauben und Weinblättern belegtem Schildhaupt in Rot ein mit einem schwarzen Doppelhaken belegter silberner Schrägrechtsbalken.“ |
| Wappen von Gimbsheim | Wappenbegründung: Der Doppelhaken auf dem Wappen wurde von dem Gimbsheimer Wappen des 18. Jahrhunderts übernommen. Er steht symbolisch für die Jagd, die Fischerei und die Schifffahrt am und im Rhein. Die Embleme des Schildhauptes stellen den schon seit langem in Gimbsheim durchgeführten Weinbau und die Landwirtschaft dar. |

## Kultur und Sehenswürdigkeiten

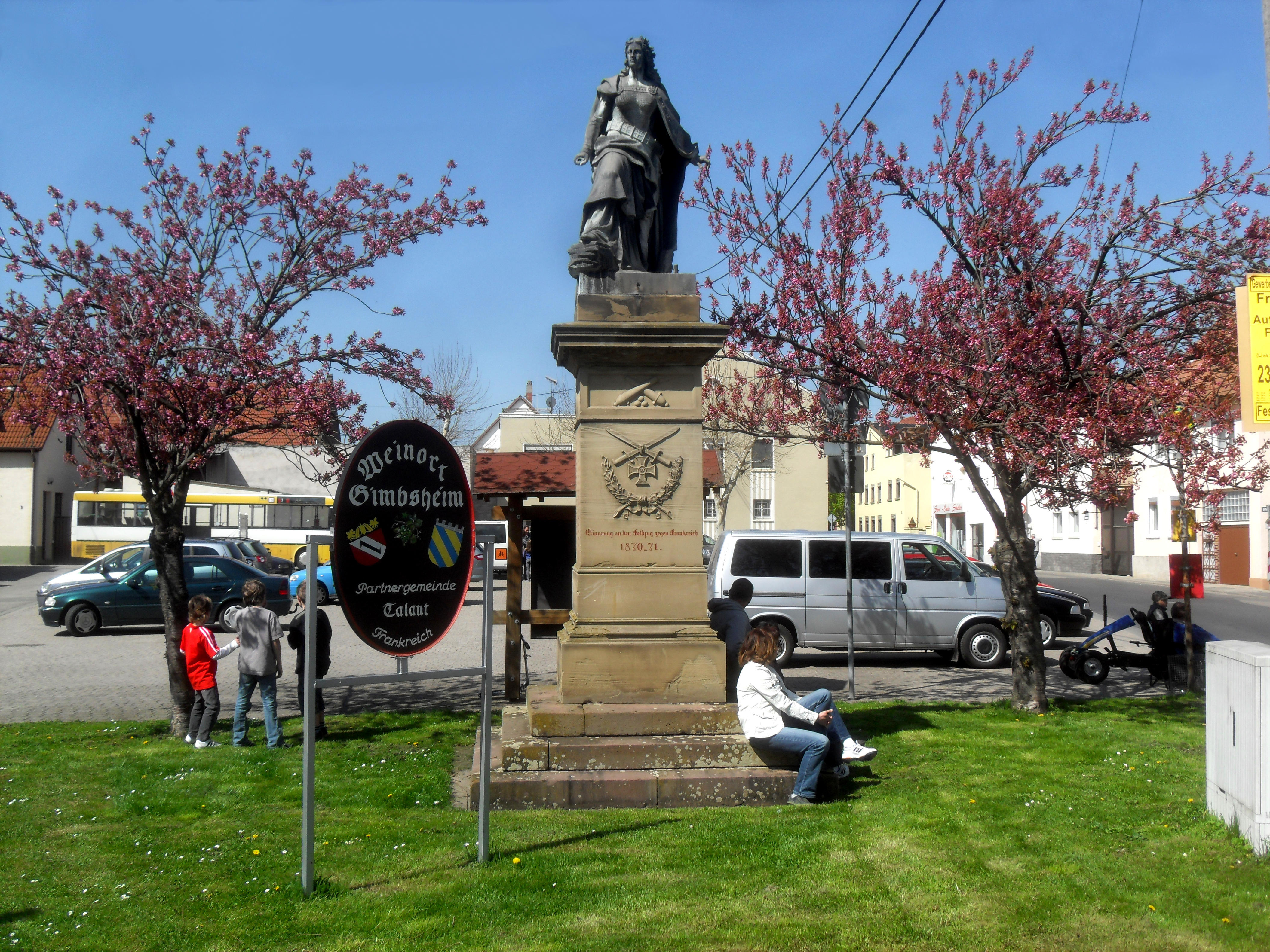
Kriegerdenkmal mit der Figur der Germania für die im Deutsch-Französischen Krieg von 1870 bis 1871 gefallenen deutschen Soldaten in der Eicher Straße

### Brauchtum
Die „Gemsemer Kerb“ wird am letzten Wochenende im September gefeiert, sie geht auf eine jahrhundertelange Tradition zurück.

### Kultur- und Naturdenkmale
- Liste der Kulturdenkmäler in Gimbsheim
- Liste der Naturdenkmale in Gimbsheim

## Wirtschaft und Infrastruktur

### Weinbau
Gimbsheim gehört zum „Weinbaubereich Nierstein“ im Anbaugebiet Rheinhessen. In der Gemeinde sind 23 Weinbaubetriebe tätig, die bestockte Rebfläche beträgt 118 Hektar. Etwa 71 % des angebauten Weins sind Weißweinrebsorten (Stand 2010). Im Jahre 1979 waren noch 84 Betriebe tätig, die damalige Rebfläche betrug 191 Hektar.

### Verkehr

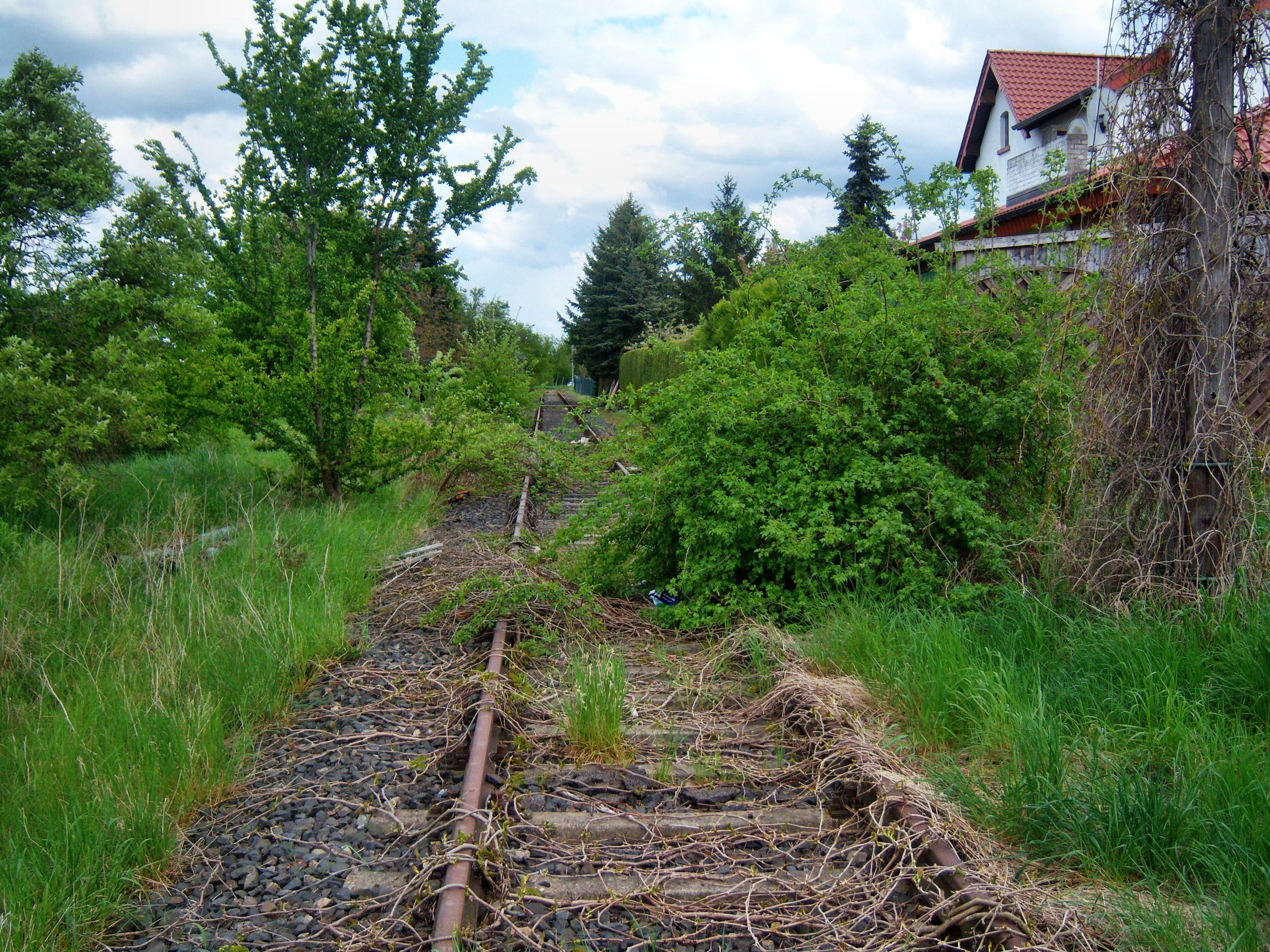
Gleise der alten Bahnstrecke Osthofen–Rheindürkheim–Guntersblum im alten Gimbsheimer Bahnhof

- In unmittelbarer Nähe der Gemeinde verläuft die Bundesstraße 9, die Ludwigshafen am Rhein mit Mainz verbindet.
- Bis 1969 besaß Gimbsheim einen Anschluss an den Personenverkehr auf der Bahnstrecke Osthofen–Rheindürkheim–Guntersblum.
- Gimbsheim ist über die Buslinie 432 des Busverkehr Rhein-Neckar günstig an Guntersblum, die anderen Altrhein-Gemeinden sowie an Worms angebunden.

### Ansässige Unternehmen
- MGL Metro Group Logistics GmbH Co. KG (MGL) mit einem 50.000 m² großen Lebensmittel-Zentrallager für 8.500 Artikel
- H. G. Oswald Sanitär Heizung GmbH: Das Unternehmen wurde 1958 von Hans Gerhard Oswald gegründet und ist seitdem stetig gewachsen. Zum Betrieb gehört heute 21 Mitarbeiter und ein Betriebsgelände von 2800 Quadratmetern für Werkstatt, Büro, Lagerhaltung und Verkaufsräume. Der Fuhrpark umfasst 9 Geschäftsfahrzeuge.

## Söhne und Töchter des Ortes
- Heinrich Hirsch (* 1838; † 1919): Vater von Harold Hirsch, der Justitiar bei der Coca-Cola Company war und mitbestimmend bei der Einführung der Cola-Konturflasche und des Schriftzugs des Brauseherstellers.[14] Heinrichs Brüder Raphael, Moritz und Joseph wanderten ebenfalls aus und ließen sich im Bundesstaat Georgia, USA nieder.
- Moritz David (1875–1956), Rabbiner in Bochum.
- Philipp Seibert (1915–1987), Gewerkschafter und Politiker (SPD).
- Jakob Muth (1927–1993), Professor, der durch seinen Einsatz für die Integration behinderter Kinder ins Schulwesen bekannt wurde.
- Herbert Scheller (* 19. Mai 1948), ehemaliger deutscher Fußballspieler, der für den 1. FC Kaiserslautern und den TSV 1860 München in der Bundesliga spielte. Rekordspieler des 1. FSV Mainz 05.